# Klisura, Bulgaria
Clisura (în bulgară Клисура) este un oraș situat în partea centrală a Bulgariei, în Regiunea Plovdiv. Aparține administrativ de comuna Karlovo. La recensământul din 2001 localitatea avea o populație de 1213 locuitori. Numele localității este de origine pur română, derivat din cuvântul latin 'clausura', care înseamnă loc strâmt, strâmtoare. Toponimicul este identic cu numele localității aromâne Vlaho-Clisura (prefectura Castoria/Kastoria, din Grecia) și cel popular străvechi românesc, al Defileului Dunării (Clisura Dunării).

## Demografie
Componența etnică a orașului Klisura
     Bulgari (94,22%)
     Nicio identificare (5,77%)
     Altele (0%)
La recensământul din 2011, populația orașului Clisura era de 1.109 locuitori. Din punct de vedere etnic, majoritatea locuitorilor (94,22%) erau bulgari. Pentru 5,77% din locuitori nu este cunoscută apartenența etnică, aceștia putând avea origine românească (vlahi). Istoric vorbind, regiunea este una a latinității sud-dunărene, situată la nord de linia Jiricek slavizată treptat din Evul mediu până in secolul XX. Minorițățile etnice nu au un statut favorabil în Bulgaria chiar dacă această țară este membră a U.E.

## Legături externe
- http://grao.bg/tna/tab02.txt (pentru numărul de locuitori)